# 1038
| Calendário gregoriano                                                        | 1038 MXXXVIII                                         |
| Ab urbe condita                                                              | 1791                                                  |
| Calendário arménio                                                           | 487 – 488                                             |
| Calendário bahá'í                                                            | -806 – -805                                           |
| Calendário budista                                                           | 1582                                                  |
| Calendário chinês                                                            | 3734 – 3735 Início a 7 de fevereiro (aproximadamente) |
| Calendário copta                                                             | 754 – 755                                             |
| Calendário etíope                                                            | 1030 – 1031                                           |
| Calendários hindus - Vikram Samvat - Calendário nacional indiano - Cáli Iuga | 1093 – 1094 959 – 960 4138 – 4139                     |
| Calendário Holoceno                                                          | 11038                                                 |
| Calendário islâmico                                                          | 429 – 430                                             |
| Calendário judaico                                                           | 4798 – 4799                                           |
| Calendário persa                                                             | 416 – 417                                             |
| Calendário rúnico                                                            | 1288                                                  |
| Calendário solar tailandês                                                   | 1581                                                  |

1038 (MXXXVIII na numeração romana) foi um ano comum do século XI do Calendário Juliano, da Era de Cristo, a sua letra dominical foi A (52 semanas), teve início a um domingo e terminou também a um domingo.
No território que viria a ser o reino de Portugal estava em vigor a Era de César que já contava 1076 anos.
| Ano completo                    |
| ------------------------------- |
| Ano comum com início ao domingo |

## Eventos
- Badis ben Habus assume o trono do reino zirida de Granada.

## Mortes
- Armengol II de Urgel — Conde de Urgel  (n. 1009).
- 18 de Julho - Gunhilda da Dinamarca, imperatriz consorte e primeira esposa de Henrique III, Sacro Imperador Romano-Germânico  (n. 1020).
- Habus Almuzafar — rei zirida de Granada desde 1019.